# Рупольдинг
Рупольдинг (нем. Ruhpolding, бав. Ruahpading) — коммуна в Германии, в земле Бавария.
Подчиняется административному округу Верхняя Бавария. Входит в состав района Траунштайн. Население составляет 6286 человек (на 31 декабря 2010 года). Занимает площадь 147,83 км².
Коммуна подразделяется на 55 сельских округов.

## История
Первое письменное упоминание о местности датируется 924 годом, а сам Рупольдинг впервые упоминается в 1193 году. В 1585 году становится административной единицей. В 1882 году основанные в 1818 году общины Рупольдинг, Вахенай и Зелл были объединены. В 1895 году через Рупольдинг начала проходить железная дорога. В 1933 году Карл Денегер основал в этом месте курорт зимних видов спорта. Курорт во время и после Второй Мировой войны долго не функционировал, но в 1950-х годах во время туристического бума здесь был установлен рекорд по туристам, количество которых достигло 600000 человек, этот рекорд был побит в 1991 году, когда насчитали 1122732 туриста.

## Спорт
Близ Рупольдинга расположена «Chiemgau Arena», на которой расположен комплекс трамплинов, а также знаменитый биатлонный центр. Здесь прошли четыре Чемпионата мира по биатлону (1979, 1985, 1996, 2012) и регулярно проходят этапы кубка мира по биатлону.

## Известные жители
- Генрих Нюсляйн (1879 —1947) — немецкий художник.

## Фотографии

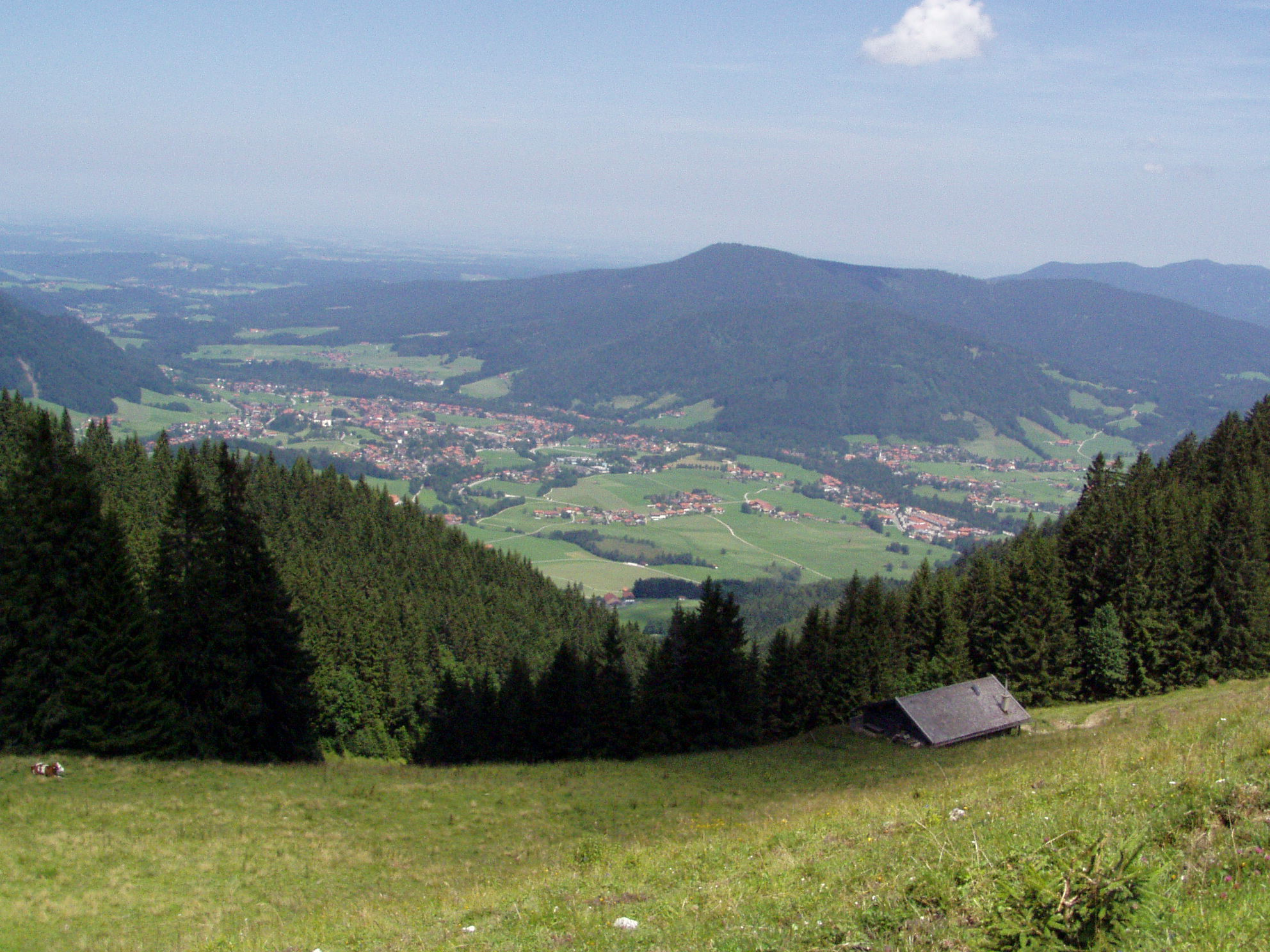
Рупольдинг
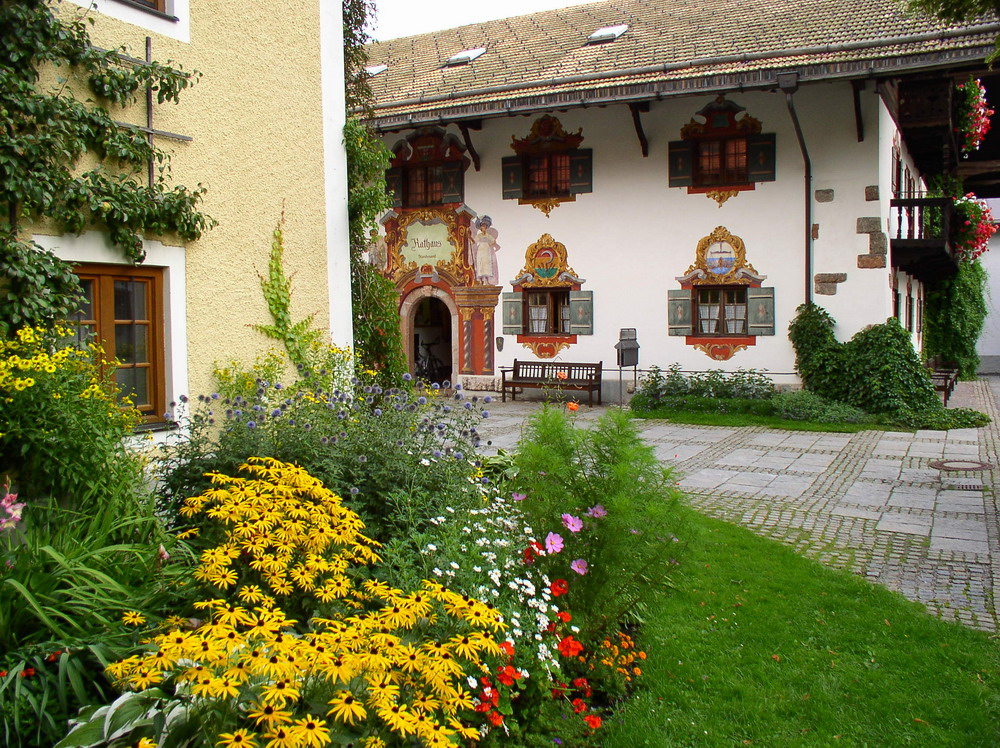
Ратуша
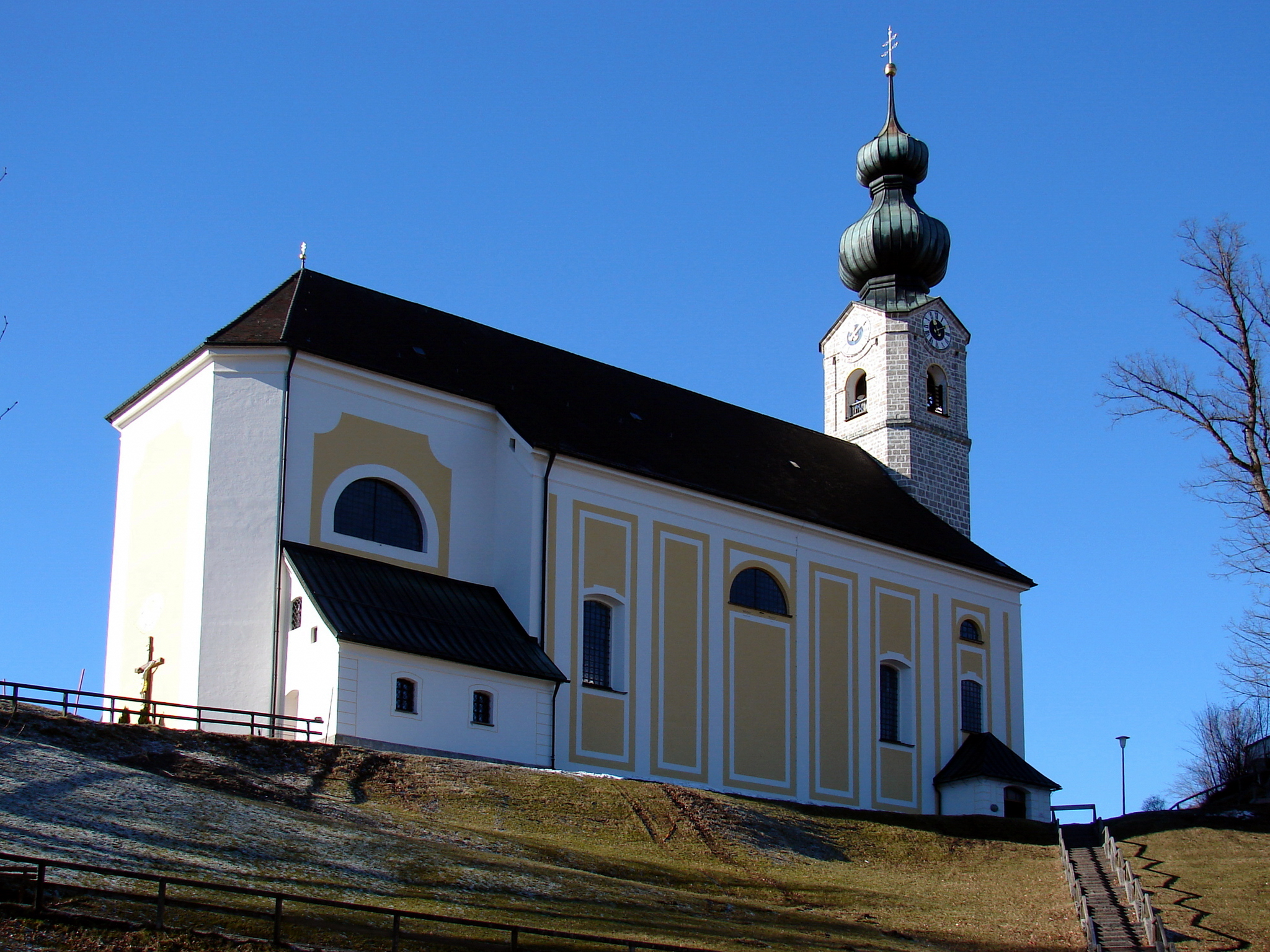
Церковь Святого Георгия